# Todo Clichê do Amor
Todo o Clichê do Amor é um filme brasileiro do gênero comédia romântica de 2018. Dirigido por Rafael Primot, traz três protagonistas que vivem diferentes formas de lidar com o amor, interpretadas por Maria Luísa Mendonça, Marjorie Estiano e Débora Falabella.

## Sinopse
Na cidade de São Paulo, três histórias, três mulheres diferentes. Uma prostituta sonhando com a maternidade. Uma garçonete que tem um admirador capaz de se tornar assasino para demonstrar seu amor. E, uma madrasta que se dedica a conquistar sua enteada após a morte do pai. As três com histórias com histórias um tanto esquisitas que revelam formas de afeto quando colocadas em contato.

## Elenco
- Maria Luísa Mendonça[3]
- Débora Falabella
- Marjorie Estiano
- Rafael Primot
- Clarissa Kiste
- Gilda Nomacce
- Laerte Késsimos
- Nelson Baskeville